# 梵谷：在永恆之門
《梵谷：在永恆之門》（英語：At Eternity's Gate）是一部2018年美國、英國和法國合拍的傳記劇情片，由朱利安·許納貝執導並與尚-克勞·凱立瑞、路易絲·庫格伯格（Louise Kugelberg）共同撰寫劇本，其名来自梵高的同名画作。故事描述了荷蘭畫家文森·梵谷生命最後的種種歲月；由威廉·達佛飾演梵谷，而片中其他演員包括魯伯特·佛列德、麥斯·密克生、馬修·亞瑪希、艾曼紐·塞涅和奧斯卡·伊薩克。
該片最先於2018年9月3日在第75屆威尼斯影展上以「主要競賽片」身份舉行全球首映，並於2018年11月16日在美國上映。演員達佛憑該片在威尼斯影展上贏得了沃爾庇杯最佳男演員獎，並在第76屆金球獎及第91屆奧斯卡金像獎上分別入圍了最佳戲劇類電影男主角與最佳男主角獎。

## 劇情
故事主要敘述荷蘭畫家文森·梵谷在法國南部死前的最後歲月，他在生前飽受挫折和病痛，其作品直至後世才被肯定。

## 演員
- 威廉·達佛 飾 文森·梵谷
- 魯伯特·佛列德 飾 特奧·梵谷
- 麥斯·密克生 飾 牧師
- 馬修·亞瑪希 飾 保羅・加謝醫生（英语：Paul Gachet）
- 艾曼紐·塞涅 飾 阿爾女士／吉諾夫人（英语：L'Arlésienne (painting)）
- 奧斯卡·伊薩克 飾 保羅·高更
- 阿蜜拉·卡薩 飾 喬安娜·梵谷-伯格納（英语：Johanna van Gogh-Bonger）
- 文森特·佩雷斯 飾 導演
- 安娜·康西尼（英语：Anne Consigny） 飾 教師
- 洛麗塔·夏馬（英语：Lolita Chammah） 飾 在路上的女孩
- 路易·卡黑 飾 奧里耶的文章（僅聲音）

## 發行
2018年5月，CBS影業買下了《梵谷：在永恆之門》的美國發行權。該片於2018年9月3日在第75屆威尼斯影展上以「主要競賽片」身份舉行全球首映。後也於2018年10月12日在紐約影展上放映。《梵谷：在永恆之門》於2018年11月16日在美國上映。而臺灣則於2019年2月22日上映，由車庫娛樂發行。

## 外部連結
- 互联网电影数据库（IMDb）上《梵谷：在永恆之門》的资料（英文）
- Metacritic上《梵谷：在永恆之門》的資料（英文）
- 爛番茄上《梵谷：在永恆之門》的資料（英文）
- 豆瓣电影上《梵谷：在永恆之門》的資料 （简体中文）